# Genianthus laurifolius
Genianthus laurifolius là một loài thực vật có hoa trong họ La bố ma. Loài này được (Roxb.) Hook.f. mô tả khoa học đầu tiên năm 1883.

## Hình ảnh

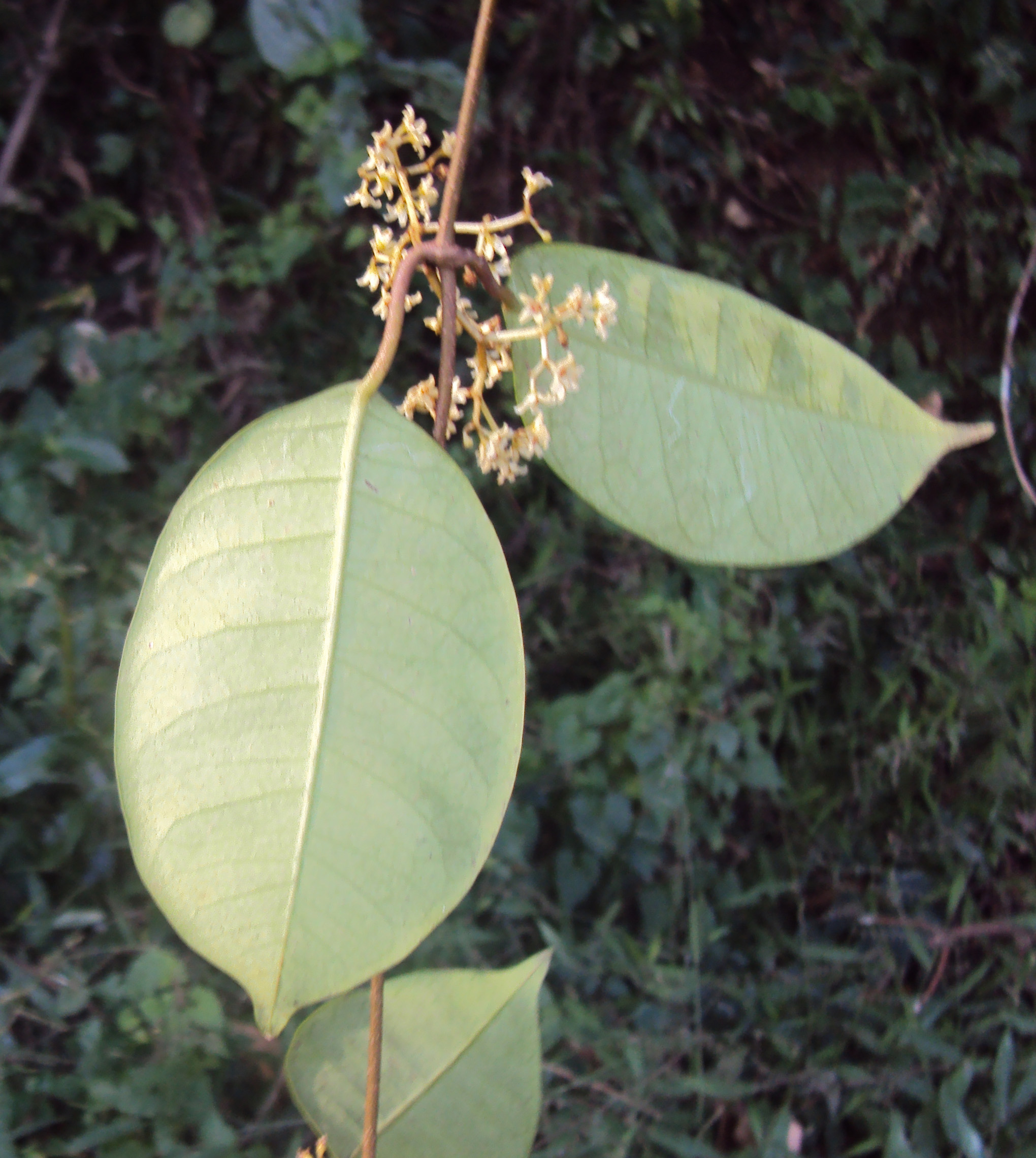
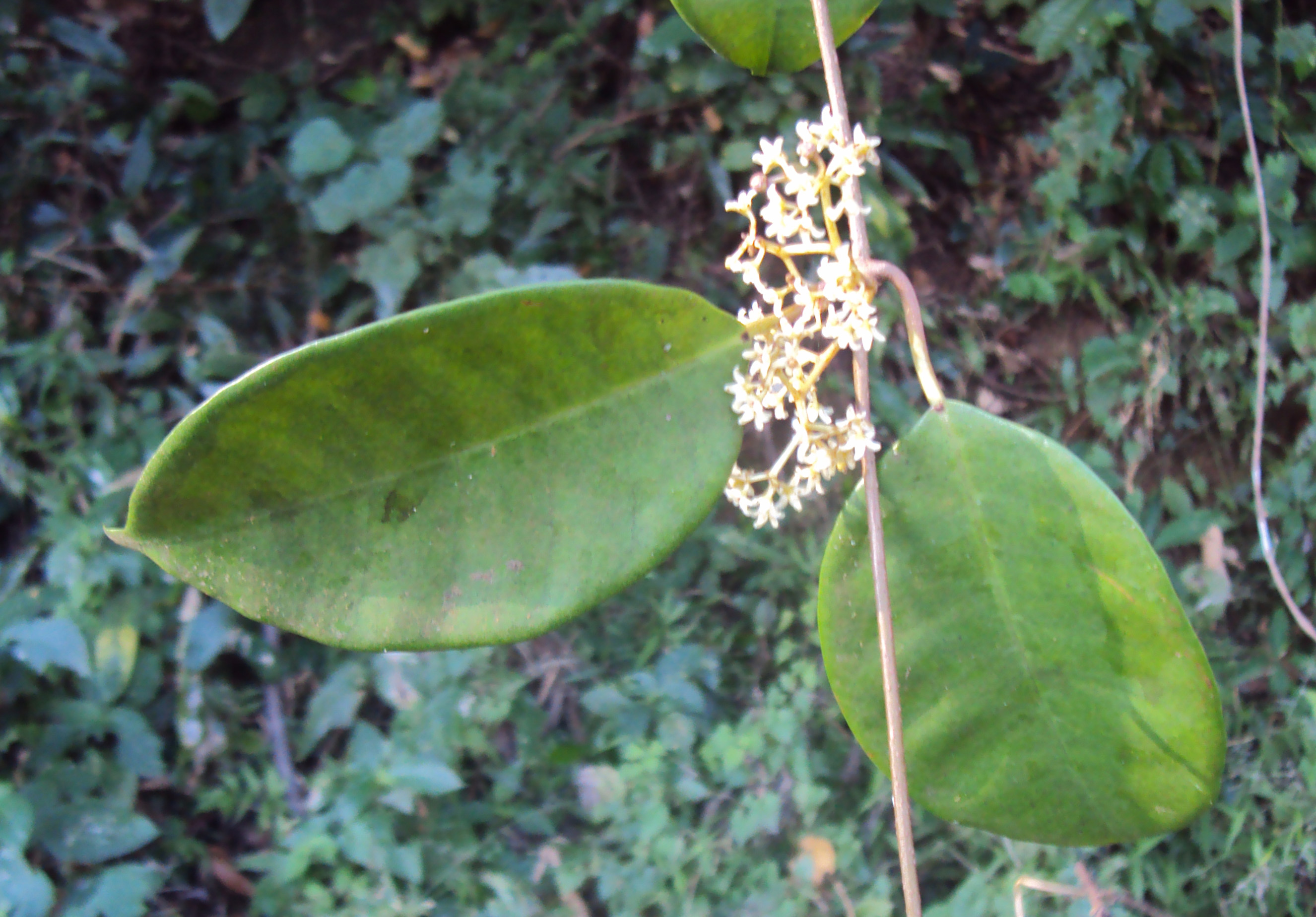
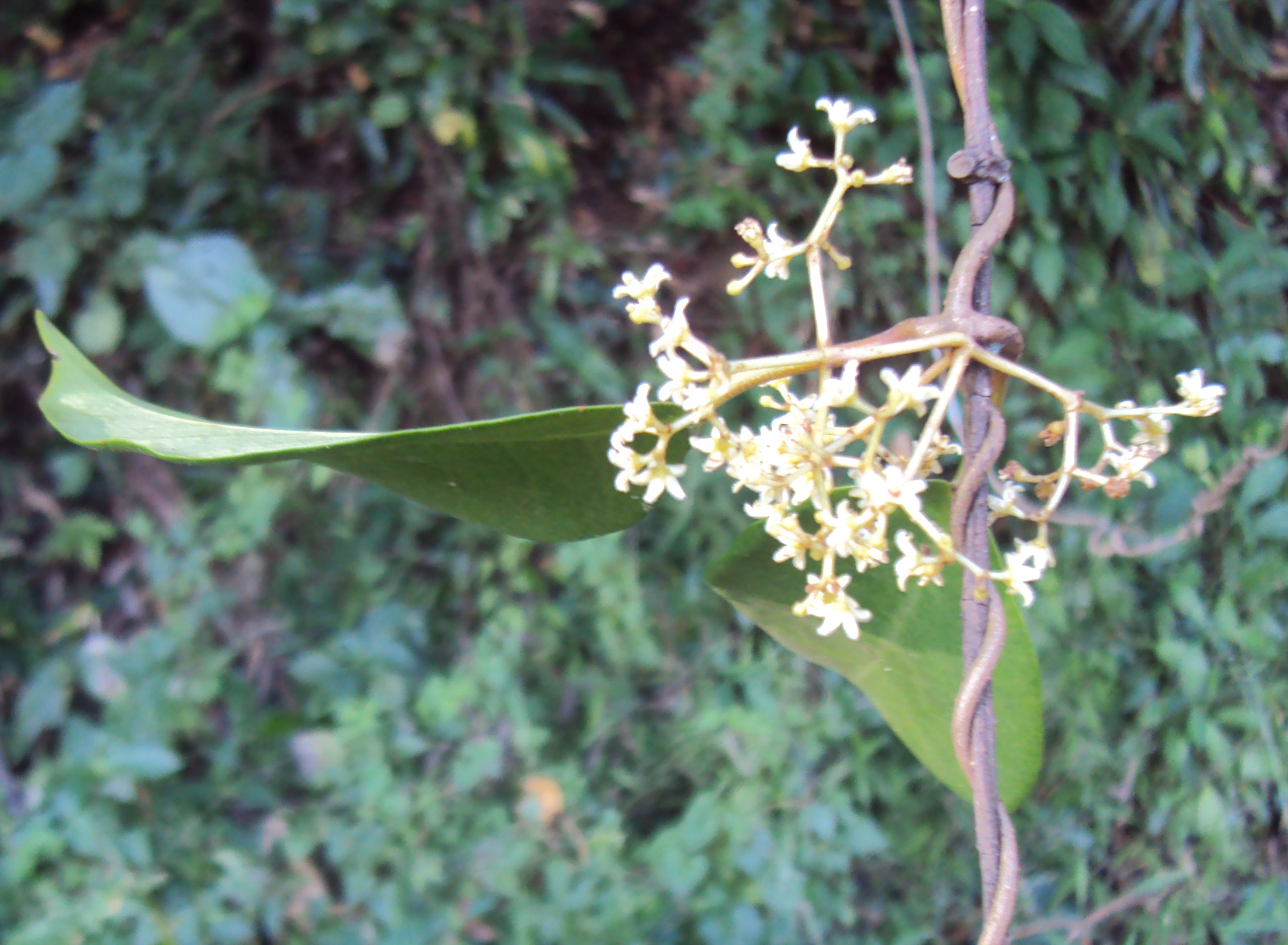
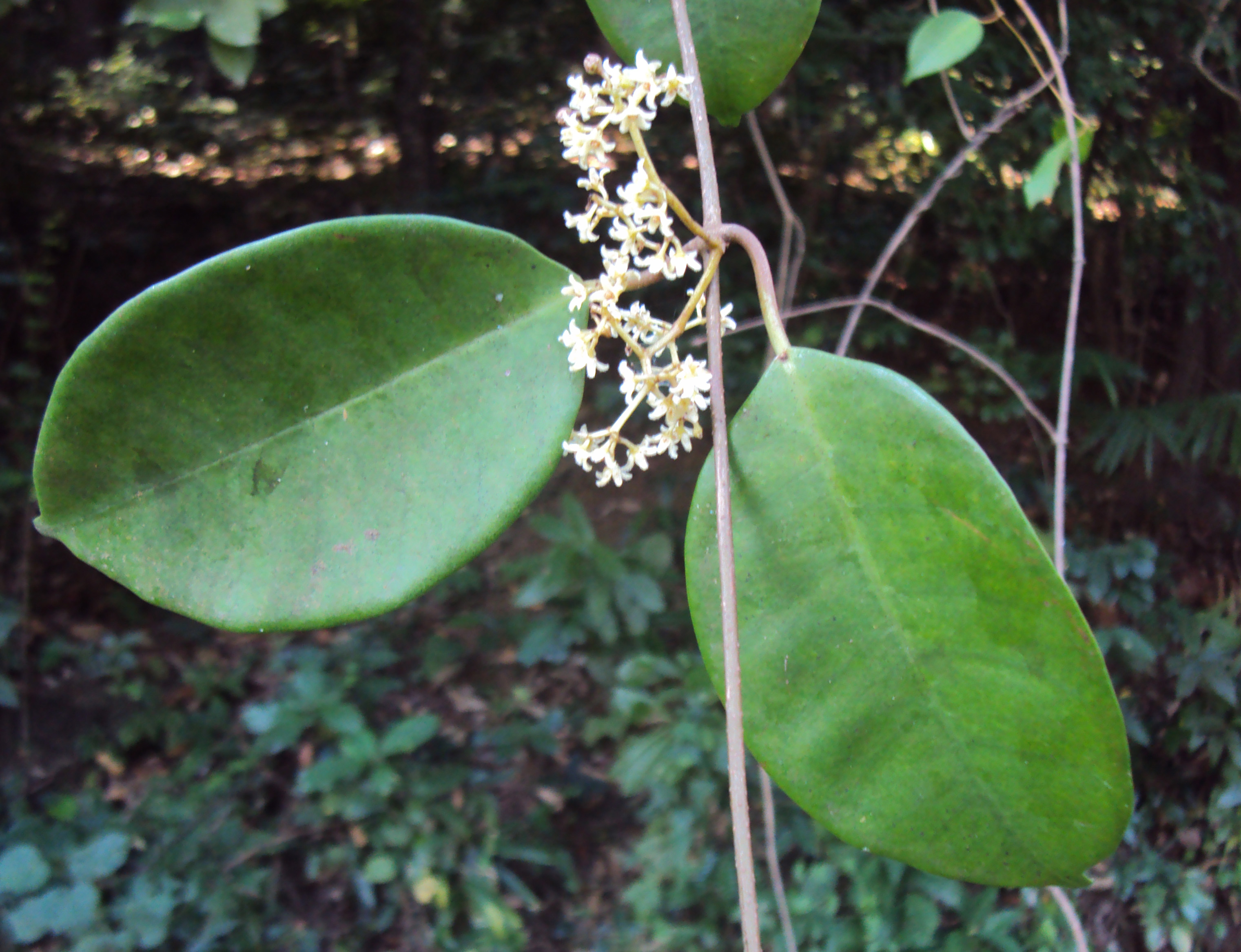